# Боавишта (трасса)
Трасса Боавишта (порт. Circuito da Boavista) — гоночная трасса, проложенная по городским улицам Порту, Португалия, на которой проводился Гран-при Португалии в классе Формула-1 в 1958 и 1960 годах. В 2007 году на трассе прошёл один из этапов чемпионата мира в классе WTCC.
Самая длинная прямая трассы проходила по улице Порту Avenida da Boavista, отсюда и происходит название трассы Boavista.

## Гран-при Португалии на трассе Боавишта

### Входившие в чемпионат мира Формулы-1
| Сезон | # | Круг (м) | Поул-позиция             | Поул-позиция | Быстрый круг             | Быстрый круг | Победитель                | Отчёт |
| ----- | - | -------- | ------------------------ | ------------ | ------------------------ | ------------ | ------------------------- | ----- |
| 1960  | 3 | 7 407    | Джон Сёртис Lotus-Climax | 2:25,56      | Джон Сёртис Lotus-Climax | 2:27,53      | Джек Брэбем Cooper-Climax | Отчёт |
| 1958  | 1 | 7 500    | Стирлинг Мосс Vanwall    | 2:34,2       | Майк Хоторн Ferrari      | 2:32,37      | Стирлинг Мосс Vanwall     | Отчёт |

### Не входившие в чемпионат мира Формулы-1
| Сезон | Пилот                | Конструктор           |
| ----- | -------------------- | --------------------- |
| 1955  | Жан Бера             | Maserati 300S         |
| 1953  | Мане Ногейра Пинту   | Ferrari 250 MM Spyder |
| 1952  | Эудженио Кастеллотти | Ferrari 225S          |
| 1951  | Казимиру де Оливейра | Ferrari 340           |